# Ő
Ő, ő (lateinisches O mit Doppelakut) ist der 27. Buchstabe des ungarischen Alphabets. Er wird wie ein langes Ö ausgesprochen und zwischen Ö und P gereiht (…, N, Ny, O, Ó, Ö, Ő, P, (Q), R, S, Sz, …). Neben Ű ist er der einzige Buchstabe, der mit einem Doppelakut geschrieben wird.
Als Wort für sich ist ő das Personalpronomen der dritten Person Singular und bedeutet „er“, „sie“ und „es“ (das Ungarische kennt kein grammatikalisches Geschlecht).
Im Ungarischen ist ő neben a (bestimmter Artikel) eines der wenigen Wörter, die mit nur einem Buchstaben geschrieben werden.

## Darstellung auf dem Computer

### Unicode
In Unicode ist das O mit Doppelakut auf den folgenden Positionen zu finden:
- Großbuchstabe Ő: U+0150
- Kleinbuchstabe ő: U+0151

### HTML
Das O mit Doppelakut wird in HTML mit der dezimalen Nummer eingegeben:
- Großbuchstabe Ő: &#336;
- Kleinbuchstabe ő: &#337;